# 有馬豊祐
有馬 豊祐（ありま とよすけ）は、江戸時代前期の大名。筑後国久留米藩からの分知により支藩・松崎藩の藩主となったが、1代で改易された。初名は豊範。

## 生涯

### 生い立ち
正保3年（1646年）、但馬出石藩主・小出吉重の次男（三男とも）として江戸に生まれる。生母は久留米藩初代藩主有馬豊氏の娘。
伯父の久留米藩第2代藩主・有馬忠頼が実子に恵まれなかったためその養子となり、賄料3000石を給されて久留米藩江戸屋敷に住んだ。しかし、承応元年（1652年）、忠頼の実子として頼利が生まれ、その後さらに頼元が生まれている。養子縁組の際、将来忠頼に実子が生まれた際には末子として遇するとされており、承応4年（1655年）に忠頼が急死すると頼利が4歳で藩主となった。豊祐は万治2年（1659年）7月11日に将軍徳川家綱に拝謁している。

### 松崎藩
寛文8年（1668年）、頼利が17歳で死去して頼元が久留米藩主に就任した。これに際して同年8月21日、幕命によって豊祐に筑後国御原郡に1万石の所領を分け与えられ、松崎藩が立藩された。同年12月27日、従五位下伊予守に叙任されている。
寛文8年（1668年）12月、はじめて所領に入った豊祐は、まず御原郡横隈（現：小郡市横隈）の館に入るが、松崎（現：小郡市松崎）の地を治所と定め、寛文9年（1669年）春から居館の建設に着手した。4か年をかけて寛文12年（1672年）に完成した松崎館（現在の福岡県立三井高等学校周辺）は二重の濠をめぐらせた大規模なもので、地元では「松崎城」とも称される。
寛文13年/延宝元年（1673年）には、家老の藤田武右衛門に命じ、宝満川左岸（東岸）に山家宿（現：筑紫野市山家）から松崎を経由して府中宿（現：久留米市御井町）に至る松崎街道（松崎往還、新筑前街道）を開設させている。延宝2年（1674年）には宝満川右岸の横隈街道（筑前街道）を廃止して松崎街道を参勤交代路とし、松崎宿を整備した（松崎街道は薩摩街道の一部であり、秋月街道の一部ともされる）。さらに宝満川流域の水利工事を行うなど、藩政の確立に尽力した。
貞享元年（1684年）7月晦日、姉婿にあたる土方雄隆（陸奥窪田藩主）が家中騒動から改易処分を受けたのに連座して、松崎藩も改易された。この事件は、土方雄隆が弟の林貞辰を養子に迎えようとしたことから藩内で紛争が起こったもので、豊祐は貞辰から紛争解決の助力を求められたがとりあわず、このことが親族でありながら仲裁に尽力しなかったとしてとがめられたものである。豊祐は子の豊胤（のちの小出英致）とともに有馬頼元に預けられ、江戸から久留米に身柄を護送された。松崎館は破却され、松崎藩の旧家臣は召し放ちとなった。
豊祐親子は久留米城内三の丸の配所に蟄居していたが、土方雄隆死去後の元禄5年（1692年）5月9日、豊祐親子は赦免された。豊祐は江戸に戻らず、そのまま久留米城内の屋敷で余生を過ごした。
元禄13年（1700年）12月28日、久留米において55歳で死去した。子の豊胤（英致）は、小出英直（豊祐の実弟）の養子となり、1500石の旗本となっている。
松崎藩の旧領は幕府直轄領となり代官が治めたが、元禄10年（1697年）7月20日に久留米藩に還付された。